# Квазіпраліс Спаського лісництва
Квазіпраліс Спаського лісництва — пралісова пам'ятка природи місцевого значення. Об'єкт розташований на території Рожнятівського району Івано-Франківської області, ДП «Брошнівське лісове господарство», Спаське лісництво, квартал 19, виділ 7.
Площа — 24 га, статус отриманий у 2020 році.